# Kiruna
Kiruna (del finés: Kiiruna) es la ciudad más septentrional de Suecia, situada en la provincia de Norrbotten. Sede del municipio homónimo.

## Etimología
El nombre Kichuna viene del idioma saami Giron y significa "perdiz nival", ave blanca nativa de las zonas norteñas, la pronunciación varía, los suecos no samis lo pronuncian Kiruna, en tanto que los samis pronuncian algo parecido a Guiruna o Guiron. Esta ave está presente en el escudo de la ciudad, junto al símbolo del hierro. El hierro simboliza la industria minera, de vital importancia para la ciudad.

## Geografía

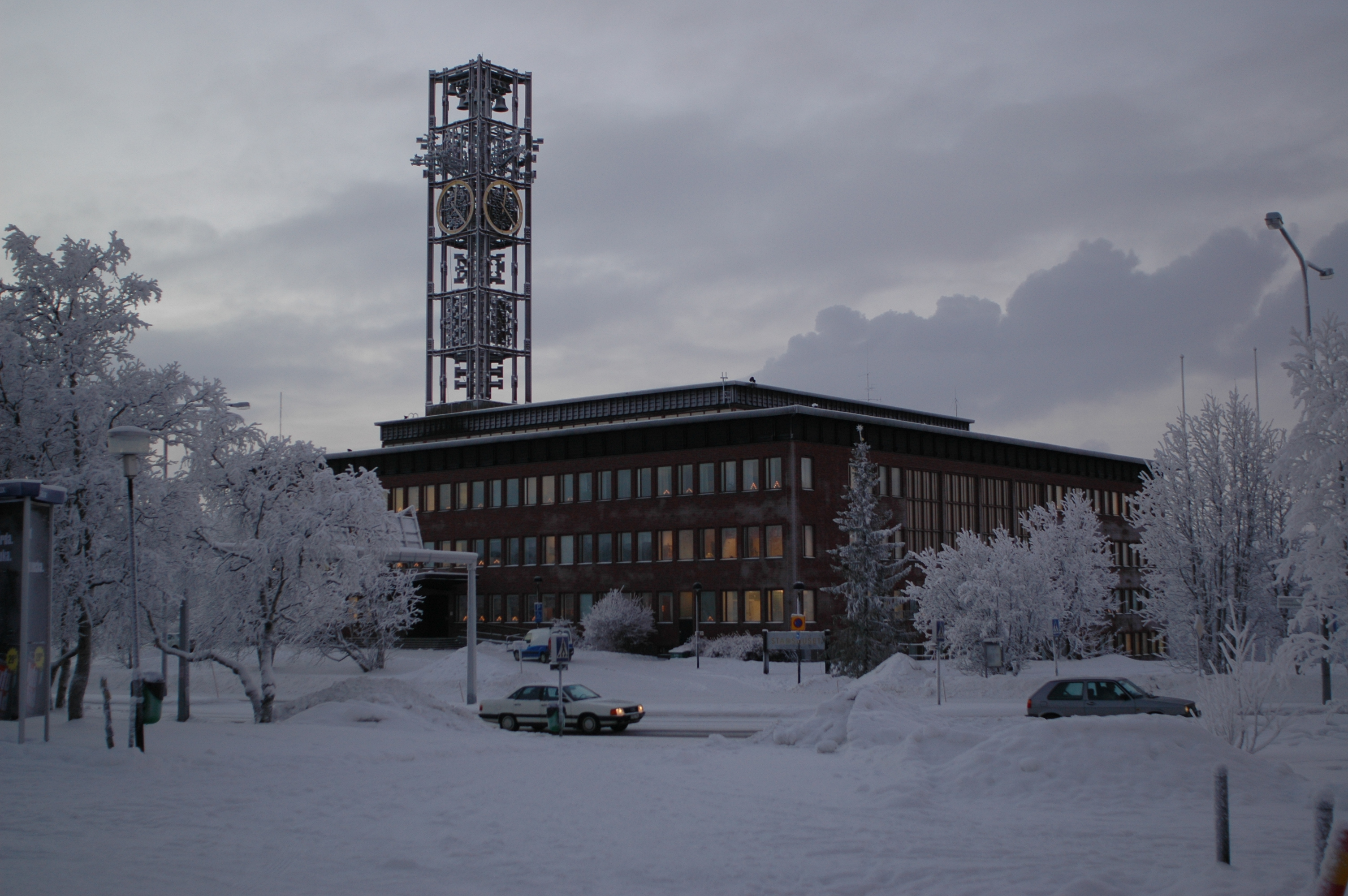
Ayuntamiento de Kiruna.

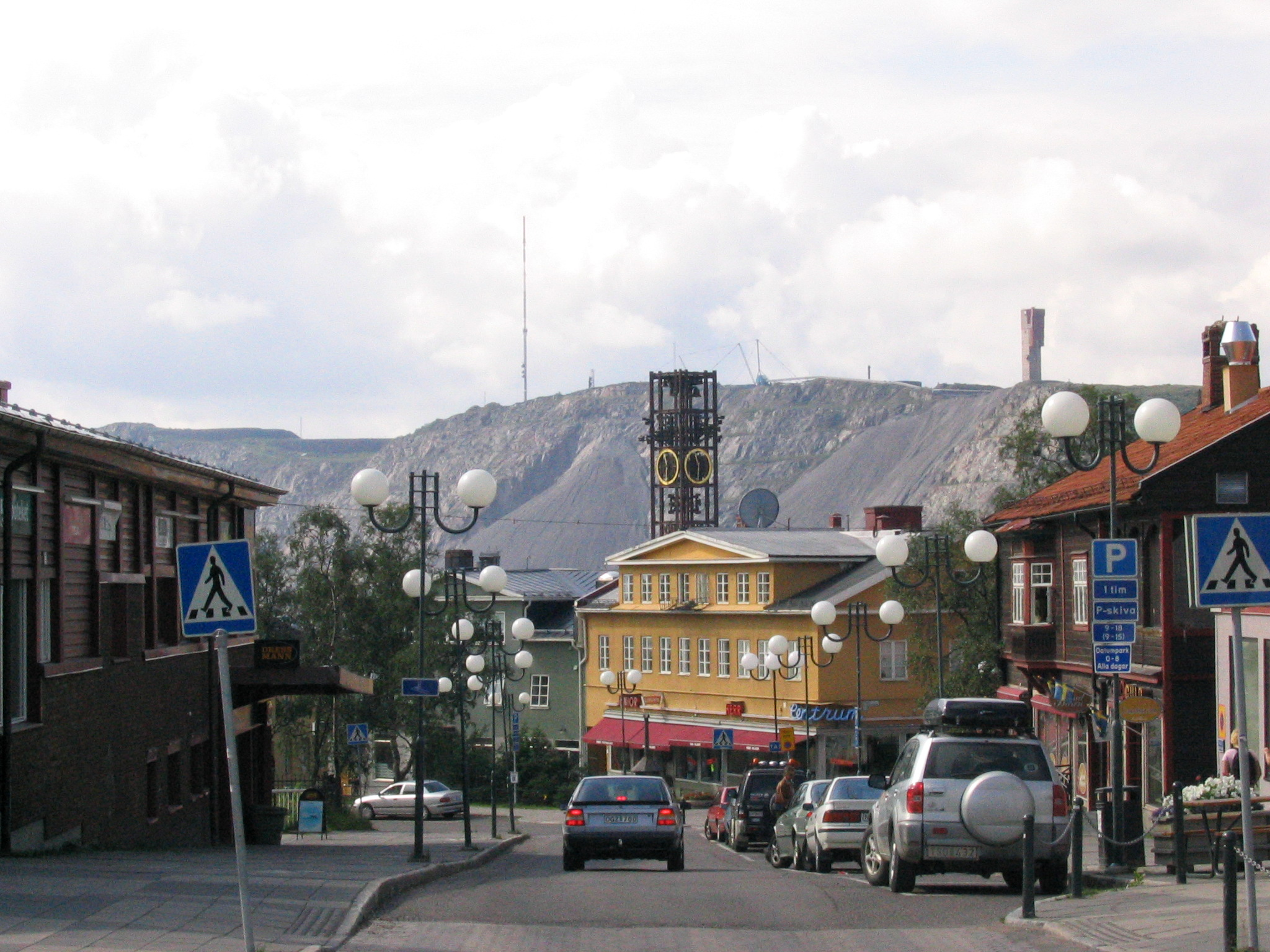
Centro de Kiruna.

Kiruna alcanzó el rango de ciudad de Suecia en 1948, y una vez fue mencionada como la mayor ciudad del mundo por área, pero tras la reforma de los municipios de Suecia, en la década de 1970, el término «ciudad» dejó de usarse. Hoy en día Kiruna es el segundo mayor municipio del mundo en área de extensión con 20.000 km², después de Mount Isa, Queensland, Australia con 42.904 km².
Kiruna está situada entre dos montes, el Kiirunavaara y el Luossavaara; junto al lago Luossajärvi. Los dos montes eran excavaciones de magnetita; actualmente el monte Luossavaara ha dejado de ser utilizado como mina y es una pista de esquí de cuatro bajadas. El monte Kiirunavaara sigue siendo excavado, es una de las minas más profundas del mundo (llega a los 1600 metros de profundidad). A causa de esta mina, el pueblo de Kiruna está "cediendo" bajo su base, por lo que hay un plan ya en progreso para trasladar la ciudad tres kilómetros al este.
Se encuentra a 145 kilómetros al norte del círculo polar ártico, y el Sol de medianoche es visible desde aproximadamente el 30 de mayo al 15 de julio. Las noches polares son un par de semanas más cortas, desde el 13 de diciembre hasta el 5 de enero.
Dispone de importantes comunicaciones: Ruta europea E10, ferrocarril y aeropuerto.

## Industria
La extracción del mineral de hierro es la industria clave del área, siendo la ciudad muy dependiente de la compañía minera LKAB. Durante la Segunda Guerra Mundial, importantes cantidades de mineral fueron extraídas y enviadas por ferrocarril a la costa oeste (Narvik), y de allí a Alemania, para alimentar la industria de guerra nazi. En los Años 1960 se llevó a cabo un gran programa de modernización que las convirtió en unas de las más avanzadas del mundo.
En 2004, se decidió trasladar el centro de la ciudad, por problemas geológicos de subsidencia (N67°49'48'', E20°25'48''). El traslado se ejecutaría a lo largo de la próxima década, pero las previsiones hacen previsible que tenga que trasladarse casi toda la ciudad en los próximos 30 años, ya que el filón de hierro se hunde más y más en la situación actual de la ciudad.
En los últimos años se ha intentado reducir la dependencia del área de la minería con actividades para promover la ciencia, investigación y desarrollo, y diversas actividades gubernamentales.
Kiruna alberga una de las estaciones de ESTRACK, la red de espacio profundo de la Agencia Espacial Europea.

## Vistas

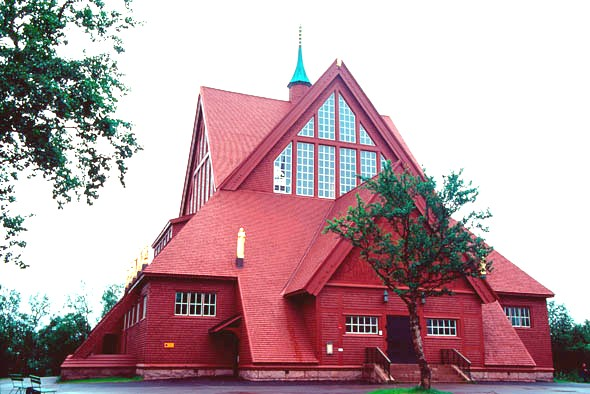
Iglesia de Kiruna, construida en 1907.

En la villa de Jukkasjärvi existe un hotel de hielo, reconstruido durante el mes de octubre todos los años. La iglesia de madera, de estilo Art Nouveau, es una de las mayores de Suecia.

## Ciudadanos ilustres

### Residentes en Kiruna
- Åsa Larsson, escritora sueca.